# Altenberge
Altenberge – miejscowość i gmina położona w Niemczech, w kraju związkowym Nadrenia Północna-Westfalia, w rejencji Münster, w powiecie Steinfurt.

## Współpraca
Miejscowość partnerska:
- Gooik, Belgia